# 오기미촌
오기미촌(일본어: 大宜味村)은 일본 오키나와현 오키나와섬 북부에 있는 구니가미군의 촌이다.
세계 최장수국인 일본 안에서도 장수 지역으로 알려진 오키나와현 제일의 장수 마을이다.

## 지리
오키나와섬 북부, 구니가미 반도 서부에 위치한다. 해안 부근을 제외하면 저지대는 적고, 히가시촌과의 경계 쪽은 대부분이 산지·삼림이다. 촌사무소 등 주요 시설은 오가네쿠·오기미 취락의 경계 부근과 기조카 취락 부근, 시오야 취락 부근에 분산되어 있다.

### 인접한 자치체
- 나고시
- 구니가미군 구니가미촌, 히가시촌

## 역사
- 1908년 - 도서정촌제 시행으로 오기미촌이 성립하였다.
- 1963년 - 시오야 대교가 개통하였다.

## 경제
주요 산업은 1차 산업이다. 산지에서 시콰사(감귤)와 망고, 표고버섯의 재배가 행해지고 있다. 기조카 지역에서는 전통 직물인 바쇼후(芭蕉布)가 완전 수작업으로 만들어지고 있다.

## 교통

### 도로
- 국도 58호선
- 국도 331호선